# British Aerospace 125
Dimensions
Le BAe 125 (ou Raytheon Hawker 800 à la suite du rachat des divisions jet de British Aerospace par Raytheon en 1993) est un jet d'affaires de taille moyenne, élaboré par de Havilland dans les années 1960. Cet avion a aussi servi pour l'entraînement dans l'aviation militaire sous le nom de Dominie ou de C-29.

## Historique
L'étude D.H.125 lancée en 1961, fut développé sur fonds privés par de Havilland pour remplacer les D.H.104 Dove. En 1963, la société de Havilland est définitivement intégrée à Hawker-Siddeley qui l'avait achetée en 1960, le D.H.125 devint alors le HS.125. Le premier des deux prototype effectua son premier vol le 13 août 1962 équipé de réacteurs Armstrong Siddeley Viper ASV.12, remplacés ensuite par des Viper 20.
La production des Series 1 débuta fin 1964, celle de 1A début 1965. La version militaire Series 2, destinée à l'entraînement des navigateurs de la RAF et baptisée Dominie T.Mk.1, effectua son premier vol le 30 décembre 1964. En 1977, avec l'incorporation de Hawker-Siddeley dans British Aerospace la désignation de l'appareil devient BAe 125. Les Series 800 sortirent des chaînes d'assemblage en 1983.

## Caractéristiques
Le BAe 125 est un biréacteur d'affaires, mais a aussi été utilisé par différentes forces armées. Il fut utilisé notamment dans un rôle de liaison, comme ambulance, pour l'inspection des voies aériennes ainsi que comme appareil d'entraînement économique pour les pilotes, les navigateurs et les opérateurs radio et radar.
Il peut opérer depuis des pistes sans revêtement sans modification.

## Variantes
- DH.125 Series 1 : première version de série, équipé du Viper 520 de 13,3 kN de poussée. 8 exemplaires furent produits[3].
- DH.125 Series 1A : Series 1 dont la structure est produite en Amérique du Nord et certaines modifications sont effectuées pour respecter les exigences de la FAA. 62 exemplaires furent construits dont 30 motorisés par des Viper 621 de 14,7 kN de poussée et 32 par des Viper 522[3].
- DH.125 Series 1B : version 1A destinée à l'exportation pour le monde à l'exception des pays où les règles de la FAA s'appliquent. 15 appareils furent construits : 5 avec des Viper 521 et 10 avec des Viper 522[3].
- HS.125 Series 2 : version militaire basée sur les versions 1A/1B mais avec des modifications au niveau des systèmes et des réacteurs Viper 620. Extérieurement les Dominie diffèrent par le ventre mou placé en avant des ailes et par la dérive ventrale fixée sous l'avion[3].
  - T.Mk.1, T.Mk.2 (Dominie) : avion d'entraînement pour la Royal Air Force. L'équipage comprend normalement un pilote, un membre d'équipage supplémentaire, deux élèves et un instructeur. Les élèves sont assis dos au sens du vol face à une table et à la console de l'instructeur ; une station dotée d'un sextant périscopique est située derrière leurs sièges au centre du fuselage[3].
  - CC.Mk.1 : avion de liaison pour la Royal Air Force.
- HS.125 Series 3 : version équipée de Viper 522 et produite à deux exemplaires[3].
- HS.125 Series 3A : version produite pour le marché nord-américain et équipé de réacteurs Viper 522. Les performances sont améliorées et il reçoit un groupe auxiliaire de puissance (APU) pour les phases au sol et le conditionnement d'air de la cabine
- HS.125 Series 3B : Version similaire à la 3A mais destinée au marché autre que nord-américain[3].
- HS.125 Series 3A-RA et 3B-RA : versions dotées d'une autonomie et d'une capacité d'emport en carburant accrues grâce à des réservoirs supplémentaires installés sous l'arrière du fuselage[3].
- HS.125 Series 400 : version équipée d'une porte escamotable intégrée et d'améliorations du poste de pilotage, du vestibule et de l'aspect extérieur. Il est motorisé par deux Viper 522[3].
- HS.125 Series 600A/B, CC.Mk.2 : version plus rapide et plus grande de la version Series 400 avec une charge utile supérieure de 20 %. Les Series 600A sont destinés au marché américain et les 600B au reste du monde. Les deux versions reçoivent des réacteurs Viper 601. En 1983 les CC.Mk.2 recevront des réacteurs Garrett TFE731 et des APU[3].
- HS.125 Series 700A/B, CC.Mk.3 : version améliorée des Series 600 motorisée par des réacteurs Garrett TFE731-3-1RH[3].
- HS.125 Protector : version équipée d'un radar pour aviation militaire.
- BAe.125 Series 800/C-29/U125A : version équipée de réacteurs Garrett AiResearch TFE-3-1H de 16,5 kN de poussée[2].
- Hawker 800 (BAe.125-800 après 1993)
- Hawker 800XP
- Hawker 850XP : Issu du 800XP, performances améliorées.
- Hawker 900XP : Issu du 850XP, performances améliorées. Produit à 183 exemplaires de 2007 à 2012.
- Hawker 750 : Majorité des pièces provenant de la série 800, meilleure capacité de bagages. Premier vol en 2007[4], produit à 48 exemplaires jusqu'en 2012.
- U-125
- BAe.125 Series 1000 : version équipée de réacteurs Pratt & Whitney Canada PW305 de 23,15 kN[2].
- Hawker 1000 (BAe.125-1000 après 1993)

## Utilisateurs
Outre des opérateurs civils plusieurs pays utilisent ou ont utilisé des BAe.125 dans leurs forces armées : le Brésil (12), la Corée du Sud (8), le Japon (32), le Malawi (1), le Nigeria (1), l'Arabie saoudite (4) et le Royaume-Uni (17),.

## Accidents et incidents
- 5 juin 1966, au cours d'un meeting aérien à Nice, le de Havilland DH.1125 F-BKMF en feu se précipite dans la mer [5].
- 22 novembre 1966, le de Havilland DH.125 N235KC de la Florida Commuter Airlines (en) s'écrase en mer à 7,3 km de l'aéroport international de Grand Bahama, à Freeport (Bahamas) pendant un vol illégal en provenance Miami[6].
- Juillet 1967, Air Hanson HS.125 (G-ASNU) transportant l'ancien président congolais Moïse Tshombé est détourné vers l'Algérie[7].
- 23 décembre 1967 un Hawker Siddeley HS.125 (enregistré: G-AVGW) de Court Line (en) s'écrase peu après le décollage de l'aéroport de Londres-Luton, tuant les deux pilotes. L'avion était en vol d'entraînement. Le crash a eu lieu pendant la simulation d'une panne moteur au décollage. Le HS 125 a perdu rapidement de l'altitude et a heurté le toit de l'usine Vauxhall Motors. L'accident a causé un incendie[8].
- 26 mai 1971, trois avions Mercurius HS.125 aircraft de la South African Air Force ont heurté Devil's Peak, Le Cap, pendant un entrainement de survol pour le 10e anniversaire de la république[9].
- 20 novembre 1975, un BAe 125 de British Aerospace dépasse le seuil de la piste de l'aérodrome de Dunsfold après un impact avec un oiseau au décollage. L'avion a heurté une voiture et s'est arrêté dans un champ, tuant les six passagers de la voiture, blessant un membre de l'équipage parmi les neuf passagers et membres de l'équipage[10].
- 8 septembre 1987 : le Hawker Siddeley HS.125 immatriculé FAB-2129 de la Force aérienne brésilienne s'écrase au décollage à Carajás. Les neuf occupants sont tués[11].
- 7 août 1988, un BAe-125 du gouvernement du Botswana transporte le président du Botswana, Ketumile Masire, et son équipe à un meeting à Luanda. Un pilote de MiG-23 angolais tire deux missiles R-60 (AA-8) sur l'avion. Un missile touche le moteur no 2, faisant tomber l'avion. Le second missile touche l'avion en détresse. L'équipage effectue un atterrissage d’urgence dans une clairière à Cutio Bie[12].
- 16 mars 1991, un charter Hawker Siddeley transportant les membres du groupe Reba McEntire s'écrase sur le flanc de l'Otay Mountain. L'accident est survenu peu après le décollage d'un aéroport près de San Diego[13]. Les huit passagers et les deux pilotes sont tués dans le crash vraisemblablement dû à une mauvaise visibilité.
- 18 janvier 1996, un BAe-125 gouvernemental s'écrase près de Kano au Nigeria, tuant les 14 personnes à bord.
- 3 janvier 2006, un avion russe (AVCOM - Moscou) s'écrase à Kharkiv, en Ukraine dans le lac Osnova, 3 membres d'équipage tués.
- 31 juillet 2008, le vol 81 de la East Coast Jets s'écrase en tentant de remettre les gaz après l'atterrissage sur l'aéroport de Owatonna, au Minnesota tuant les huit passagers et l'équipage[14],[15].
- 26 octobre 2009, le BAe 125 RA-02807 de S-Air vol 9607 s'écrase lors de l'approche de l'aéroport international de Minsk. Passagers et équipage sont tués[16].
- 6 septembre 2015, le HS 125 6V-AGS de Senegalair s'écrase au large de Dakar avec 4 passagers et 3 membres d'équipage[17].
- 10 novembre 2015, le vol ExecuFlight 1526 s'écrase lors de son approche sur l'aéroport international Akron Fulton à Akron, dans l'Ohio, tuant les 9 personnes à bord. Le NTSB a déterminé que l'accident a été causé par une erreur du pilote, un problème d'inspection de la FAA et des problèmes d'exploitation de la compagnie aérienne. L'accident a fait l'objet d'un épisode dans la série télévisée Air Crash nommé « Collision meurtrière » (saison 21 - épisode 2).

- 22 septembre 2020, peu avant minuit un British Aerospace 125 qui transportait de la cocaïne et des armes s'écrase près du village indigène de Chisec au Guatemala, quatre personnes à bord de l'appareil meurent dont le narcotrafiquant recherché par plusieurs pays Jeankarlo Meneses[18],[19] ; selon l'enquête l'avion appartenait à British Aerospace mais avait été volé dans la matinée à l'Aéroport international général Mariano Matamoros de Cuernavaca (Morelos, Mexique), était allé chercher sa cargaison illégale quelque part au Venezuela, et était en train de revenir vers Cuernavaca quand il s'est écrasé au Guatemala[18],[19].

## Culture populaire
Le Mowgli Jet de Largo Winch dans la série BD éponyme est un BAe 125.
C’est dans un HS 125 que l’hiberné est transféré dans le film Hibernatus en 1970.